# Vera Cruz (caravelle)
La caravelle Vera Cruz est la réplique la plus exacte des anciennes caravelles utilisées par les Portugais à l'époque des grandes découvertes. Elle a été construite au chantier naval de Vila do Conde, à l'occasion du 500e anniversaire de la découverte du Brésil.

## Historique
La caravelle appartient à l'Association portugaise de formation à la voile (Associação Portuguesa de Treino de Vela - Apovela ) et est destinée à permettre la formation en mer, en particulier pour les jeunes, à participer à des événements nautiques et à des événements avec d'autres grands voiliers, et à enquêter sur le comportement et la manœuvre du vieilles caravelles.
La caravelle Vera Cruz peut être visitée par les écoles de la Doca de Alcântara à Lisboa. Au fil des années, ce navire a visité de nombreux ports nationaux et étrangers, dont des voyages à Brugge, Oostende et Saint-Malo et une participation aux commémorations des 540 ans du peuplement des Açores.
Chaque année, des milliers d'enfants et de jeunes embarquent à bord de la caravelle pour un voyage d'étude sur les navires portugais des XVe et XVIe siècles (avec un accent particulier sur les caravelles), les instruments nautiques et la vie à bord lors des grands voyages de découverte. Ces visites ont lieu à Lisboa et dans d'autres ports nationaux - en 2009, la caravelle a reçu des écoles à Ílhavo et Peniche.

## Fêtes maritimes
Sa présence est annoncée à l'Armada Rouen 2023.